# Peter Artedi

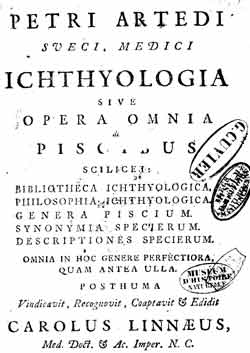
Page de titre de l'œuvre posthume de Peter Artedi.

Peter Artedi est un naturaliste suédois, né le 10 mars 1705 à Anundsjö dans la province d'Ångermanland (Suède) et mort le 27 septembre 1735 à Amsterdam (Pays-Bas).

## Biographie
Dans l'intention de devenir homme d'église, il se rend, en 1724, à l'Université d'Uppsala pour y étudier la théologie mais il s'intéresse alors à la médecine et à l'histoire naturelle, spécialement l'étude des poissons. En 1728, son compatriote Carl von Linné (1707-1778) arrive à son tour à Uppsala ; une amitié lie bientôt les deux hommes. En 1732, ils quittent ensemble Uppsala, Artedi pour la Grande-Bretagne et Linné pour la Laponie ; avant leur départ, ils se lèguent mutuellement leurs manuscrits en cas de décès.
Artedi se noie accidentellement à Amsterdam où il avait été engagé pour réaliser le catalogue des collections du cabinet de curiosités d'Albertus Seba (1665-1736), un richissime Néerlandais qui avait constitué l'une des plus riches collections d'histoire naturelle de son temps. Suivant leur accord, Linné hérite des manuscrits d'Artedi et publie sa Bibliotheca Ichthyologica et sa Philosophia Ichthyologica, accompagnées d'une biographie de leur auteur, à Leyde en 1738.
Il suit une classification basée sur un ordre, puis un genre et une espèce. Il distingue ainsi quatre ordres de poissons et un regroupant les cétacés. Il détaille 47 genres et 230 espèces. Artedi n'utilise pas un système binomial, c'est Linné qui l'instaure dans son édition. Ainsi Artedi cite Zeus ventre aculeato, cauda in extremo circinata que Linné simplifie en Zeus faber. Cette espèce avait été nommée Faber sive Gallus Marinus par Guillaume Rondelet (1507-1566) et par d'autres auteurs Piscis Jovii. Jovii est traduit par Zeus par Artedi et le nom de Rondelet, faber, devenant le nom spécifique. Anarhichas Lupus marinus nostras devient grâce à Linné Anarhichas lupus et Clupea, maxilla inferiore longiore, maculis nigris carens : Harengus vel Chalcis Auctorum, Herring vel Hering Anglis, Germanis Belgis devenant plus simplement Clupea harengus.
Linné écrivit :
«  Ainsi périt, à la fleur de l'âge et à l'apogée de sa force, celui qui était l'ornement et la gloire de son pays ! [...] Le plus éminent des ichtyologues périt dans les ondes, lui qui avait consacré son existence à la découverte de leurs habitants ! »

## Hommages
La famille de poissons Artedidraconidae, la sous-famille de poissons Artedidraconinae, le genre de poissons Artedidraco (en) et le genre de plantes Artedia ont été nommés en son honneur. Plusieurs espèces de poissons ont par ailleurs reçu l'épithète spécifique artedi.